# Vatovavy-Fitovinany

Die Region Vatovavy-Fitovinany liegt im Südosten Madagaskars

Vatovavy-Fitovinany war eine der 22 Regionen Madagaskars. Sie gehörte zur (alten) Provinz Fianarantsoa im Südosten der Insel. Im Jahr 2004 lebten 1.097.700 Einwohner in der Region.
Am 16. Juni 2021 wurde die Verwaltungsregion aufgeteilt in die neuen Regionen:
- Fitovinany mit dem Verwaltungssitz Manakara,
- Vatovavy mit dem Verwaltungssitz Mananjary,

so dass nun 23 Regionen bestehen.

## Geographie
Die Region Vatovavy-Fitovinany hat eine Fläche von 19.605 km². Hauptstadt war Manakara.

## Verwaltungsgliederung
Die Region war in 6 Distrikte aufgeteilt:
- Ifanadiana
- Ikongo
- Manakara
- Mananjary
- Nosy Varika
- Vohipeno